# TZN - The Best of Tiziano Ferro
TZN - The Best of Tiziano Ferro è la prima raccolta del cantautore italiano Tiziano Ferro, pubblicata il 25 novembre 2014.

## Descrizione
Sesto album discografico complessivo dell'artista, TZN - The Best of Tiziano Ferro è stato registrato agli inizi del 2014 e annunciato a luglio sulla pagina Facebook del cantautore. Il 17 ottobre 2014 Ferro annuncia attraverso Facebook il titolo, la data di pubblicazione e le varie versioni, mentre il 24 dello stesso mese vengono rivelate le liste tracce.
Al suo interno sono presenti tutti i singoli pubblicati dal cantautore dal 2001 al 2013, con l'aggiunta di tre brani inediti composti nel 2014 (Lo stadio, Incanto e Senza scappare mai più, quest'ultimo pubblicato come singolo apripista della raccolta il 17 ottobre 2014) e altri mai pubblicati in precedenza e composti tra il 1997 e il 2000, tra cui Il vento, la versione solista di Sulla mia pelle (brano originariamente eseguito in duetto con il gruppo rap italiano ATPC e pubblicato nel 1999) e Quando ritornerai, primo brano ufficialmente composto dal cantautore nel 1997 ed eseguito dal vivo due anni più tardi all'Accademia della Canzone di Sanremo.
Nella versione deluxe sono presenti altri brani inediti, come la reinterpretazione in lingua spagnola di (Tanto)³ di Jovanotti, realizzata in duetto con quest'ultimo, Latina (brano eseguito soltanto dal vivo e precedentemente mai inciso) e svariati brani composti da Ferro per altri artisti ed eseguiti per la prima volta in versione da solista, come Aria di vita e L'amore e basta! per l'album Gaetana del 2008 di Giusy Ferreri, Difendimi per sempre per l'album Amore puro del 2013 di Alessandra Amoroso e Cambio casa per l'album Samsara del 2012 di Alice. Sono compresi inoltre i duetti realizzati da Ferro con altri artisti e pubblicati in precedenza negli album in studio del cantautore o nei vari dischi pubblicati dagli artisti con cui Ferro ha collaborato, come Cuestión de feeling con Mina (estratto da Todavía), Arrivederci Roma con Dean Martin in duetto virtuale (estratto da Forever Cool) e Sogni risplendono con i Linea 77 (estratto da Horror vacui).
Nella Special Fan Edition sono presenti anche due DVD: il primo racchiude tutti i videoclip realizzati dall'artista tra il 2001 e il 2014, mentre il secondo racchiude interviste e filmati inediti.
L'edizione spagnola dell'album contiene invece, oltre alle versioni spagnole dei principali successi del cantautore, tre inediti: No escaparé nunca más, Encanto (in duetto con Pablo López) e Un estadio.

### Pubblicazione
TZN - The Best of Tiziano Ferro è stato commercializzato in Italia il 25 novembre 2014 in tre versioni: standard (in formato doppio CD e quadruplo LP), deluxe e Special Fan Edition da quattro CD. A differenza della versione deluxe, la Special Fan Edition contiene in più due DVD, un 7" celebrativo e un libro fotografico di 120 pagine. Il 26 novembre 2014 è stata commercializzata l'edizione britannica per il Regno Unito composta da un solo CD, mentre il 3 marzo 2015 è uscita l'edizione in lingua spagnola per la Spagna, anch'essa in versione singola.
Il 20 novembre 2015 è stata pubblicata una riedizione dell'album, denominata Lo stadio - Tour 2015 Edition e contenente, oltre ai due CD dell'edizione standard, due CD e un DVD che racchiudono i concerti tenuti il 4 e il 5 luglio 2015 presso lo Stadio Giuseppe Meazza di Milano.

## Promozione
Il primo singolo estratto dall'album in Italia è stato Senza scappare mai più, il quale ha debuttato alla seconda posizione della Top Singoli. Ad esso hanno fatto seguito Incanto, Lo stadio e Il vento, entrati in rotazione radiofonica tra gennaio e ottobre 2015. In Spagna, invece, i singoli volti ad anticipare la raccolta sono stati No escaparé nunca más e Encanto.
Per la promozione dell'album Tiziano Ferro è stato impegnato da giugno a dicembre 2015 nella tournée Lo stadio Tour 2015, composta da 28 date suddivise in due parti. La prima parte si è svolta in estate negli stadi ed è partita il 20 giugno 2015 a Torino, per poi toccare Firenze, Roma (doppia data), Bologna, Milano (doppia data) e Verona. La seconda parte, European Tour 2015, si è invece svolta in inverno in palazzetti tra Italia, Belgio e Svizzera.

## Tracce
Testi e musiche di Tiziano Ferro, eccetto dove indicato.

### Edizione standard
CD 1
1. Lo stadio – 3:45
2. Incanto – 3:32 (Tiziano Ferro, Emanuele Dabbono)
3. Senza scappare mai più – 3:36
4. La fine – 3:45 (testo: Francesco Nesli Tarducci – musica: Marco Zangirolami) – originariamente interpretata da Nesli
5. L'amore è una cosa semplice – 4:02
6. Troppo buono – 4:29
7. Per dirti ciao! – 3:33
8. Hai delle isole negli occhi – 3:57
9. L'ultima notte al mondo – 3:52
10. La differenza tra me e te – 3:50
11. Each Tear (Mary J. Blige feat. Tiziano Ferro) – 4:17 (Mary Jane Blige, Tiziano Ferro)
12. Scivoli di nuovo – 4:06 (Tiziano Ferro, Diana Tejera)
13. Il sole esiste per tutti – 4:09
14. Indietro – 3:38 (testo: Ivano Fossati, Tiziano Ferro)
15. Il regalo più grande – 3:47
16. Alla mia età – 3:32
17. E fuori è buio – 3:43 (musica: Tiziano Ferro, Diana Tejera)
18. E Raffaella è mia – 3:15

CD 2
1. Ti scatterò una foto – 4:32
2. Ed ero contentissimo – 4:10
3. Stop! Dimentica – 3:46
4. Se il mondo si fermasse – 4:31
5. Ti voglio bene – 4:48
6. Universal Prayer (Tiziano Ferro & Jamelia) – 4:06 (testo: Jamelia Davis, Tom Nichols – musica: Tiziano Ferro, Mikkel Storleer Eriksen, Tor Erik Hermansen)
7. Non me lo so spiegare – 4:00
8. Sere nere – 4:24
9. Xverso – 3:50
10. Le cose che non dici – 3:55
11. Rosso relativo – 4:01
12. Imbranato – 5:02
13. L'olimpiade – 3:40
14. Xdono – 4:01
15. Il vento – 4:04
16. Angelo mio – 4:06 (Rhett Lawrence, Travon Potts – testo italiano: Tiziano Ferro, Silvia Ciocca) – originariamente interpretata da Monica
17. Sulla mia pelle – 4:14 (Filippo Brucoli, Gianluca Correggia) – originariamente interpretata dagli ATPC
18. Quando ritornerai – 3:43

### Edizione deluxe
CD 3 - Rarities
1. (Tanto)³ (Mucho Version - Jovanotti & TZN) – 3:29 (testo: Lorenzo Cherubini - adattamento spagnolo: Tiziano Ferro – musica: Lorenzo Cherubini, Stefano Fontana) – originariamente interpretata da Jovanotti
2. Latina – 3:55
3. Aria di vita (Acoustic Version) – 3:21 – originariamente interpretata da Giusy Ferreri
4. Difendimi per sempre (Demo) – 4:10 (musica: Tiziano Ferro, Davide Tagliapietra) – originariamente interpretata da Alessandra Amoroso
5. L'amore e basta! (Demo) – 3:21 – originariamente interpretata da Giusy Ferreri
6. Cambio casa – 3:46 (musica: Tiziano Ferro, Michele Canova Iorfida) – originariamente interpretata da Alice
7. Le passanti (Live @ Che tempo che fa) – 3:56 (testo: Fabrizio De André – musica: Georges Brassens) – originariamente interpretata da Fabrizio De André
8. Eri come l'oro ora sei come loro (Swing Version) – 3:55
9. Il re di chi ama troppo (con Fiorella Mannoia - Live in Roma) – 3:56
10. La differenza tra me e te (Swing Version) – 4:13
11. Sere nere (con Liah - Brazilian Version) – 4:27
12. Liebe ist einfach/L'amore è una cosa semplice (con Cassandra Steen) – 4:04

CD 4 - Duets
1. Cuestión de feeling (con Mina) – 4:54 (testo: Mogol - adattamento spagnolo: Luis Gómez Escolar – musica: Riccardo Cocciante)
2. Arrivederci Roma (con Dean Martin) – 2:42 (testo: Pietro Garinei, Sandro Giovannini, Carl Sigman – musica: Renato Rascel)
3. Non me lo so spiegare (con Laura Pausini) – 4:32
4. Il tempo stesso (con Franco Battiato) – 3:03 (musica: Tiziano Ferro, Franco Battiato)
5. Breathe Gentle (con Kelly Rowland) – 3:39 (testo: Ivano Fossati, Tiziano Ferro, Billy Mann)
6. Persone silenziose (con Luca Carboni) – 4:42 (Luca Carboni)
7. Mi credo (con Pepe Aguilar) – 5:10 (testo: Enrique Guzmán Yáñez, Tiziano Ferro – musica: Enrique Guzmán Yáñez)
8. Karma (con John Legend) – 3:18 (testo: Billy Mann – musica: Tiziano Ferro)
9. Amiga (con Miguel Bosé) – 4:37 (Luis Gómez Escolar)
10. Killer (con Baby K) – 3:33 (testo: Tiziano Ferro, Claudia Nahum – musica: Tiziano Ferro, Claudia Nahum, Michele Canova Iorfida)
11. Sogni risplendono (con Linea 77) – 3:38 (Paolo Pavanello, Davide Pavanello, Emiliano Audisio, Nicola Sangermano, Christian Montanarella, Tiziano Ferro)
12. Baciano le donne (con Biagio Antonacci) – 3:06
13. El regalo más grande (con Amaia Montero) – 3:50

### Special Fan Edition
DVD 1 - Video musicali con commento introduttivo di Tiziano Ferro
1. Xdono – 3:59
2. L'olimpiade – 3:40
3. Imbranato – 5:01
4. Rosso relativo – 5:00
5. Le cose che non dici – 3:56
6. Xverso – 3:51
7. Sere nere – 4:24
8. Non me lo so spiegare – 4:00
9. Universal Prayer (Tiziano Ferro & Jamelia) – 4:07
10. Ti voglio bene – 4:46
11. Stop! Dimentica – 3:48
12. Ed ero contentissimo – 4:12
13. Ti scatterò una foto – 4:32
14. E Raffaella è mia – 3:13
15. E fuori è buio – 3:46
16. Alla mia età – 3:32
17. Il regalo più grande – 3:49
18. Indietro – 3:40
19. Il sole esiste per tutti – 3:40
20. Scivoli di nuovo – 4:08
21. Each Tear (Mary J. Blige feat. Tiziano Ferro) – 4:16
22. La differenza tra te e me – 3:53
23. L'ultima notte al mondo – 3:53
24. Hai delle isole negli occhi – 3:58
25. Per dirti ciao! – 3:34
26. Troppo buono – 4:30
27. L'amore è una cosa semplice – 4:02
28. La fine – 3:45
29. Senza scappare mai più – 3:35

DVD 2
- Contenuti speciali

1. L.A. 2014 Backstage
2. Senza scappare mai più (Studio Playback)
3. Incanto (Studio Playback)
4. Senza scappare mai più (Video Backstage)
5. Intervista
6. Trama sintetica di una giornata storica – 17:42

- Bonus Video

1. Non me lo so spiegare (con Laura Pausini) – 4:42
2. Killer (con Baby K) – 3:33
3. Il re di chi ama troppo (con Fiorella Mannoia) (Live in Roma) – 3:56
4. Breathe Gentle (con Kelly Rowland) – 3:40
5. El regalo más grande (con Amaia Montero) – 3:49
6. El amor es una cosa simple (con Malú) – 4:02
7. Sei sola (con Baby K) – 3:31
8. Sogni risplendono (con Linea 77) – 3:39
9. Le passanti (Live @ Che tempo che fa) – 3:56 (testo: Fabrizio De André – musica: Georges Brassens) – originariamente interpretata da Fabrizio De André
10. Persone silenziose (con Luca Carboni) – 4:42

7" - Senza scappare mai più / Xdono
- Lato A

1. Senza scappare mai più – 3:35

- Lato B

1. Xdono – 3:59

### Edizione britannica
1. Senza scappare mai più – 3:36
2. Incanto – 3:32 (Tiziano Ferro, Emanuele Dabbono)
3. Lo stadio – 3:45
4. Xdono – 4:01
5. L'olimpiade – 3:40
6. Imbranato – 5:02
7. Rosso relativo – 4:01
8. Xverso – 3:50
9. Sere nere – 4:24
10. Non me lo so spiegare – 4:00
11. Universal Prayer (Tiziano Ferro & Jamelia) – 4:06 (testo: Jamelia Davis, Tom Nichols – musica: Tiziano Ferro, Mikkel Storleer, Tor Erik Hermansen)
12. Stop! Dimentica – 3:46
13. Ti scatterò una foto – 4:32
14. Alla mia età – 3:32
15. Il regalo più grande – 3:47
16. Breathe Gentle (con Kelly Rowland) – 3:39 (testo: Ivano Fossati, Tiziano Ferro, Billy Mann)
17. Each Tear (Mary J. Blige feat. Tiziano Ferro) – 4:17 (Mary Jane Blige, Tiziano Ferro)
18. La differenza tra me e te – 3:50
19. L'amore è una cosa semplice – 4:02

### Edizione spagnola
1. No escaparé nunca más – 3:36 – adattamento spagnolo di Tiziano Ferro
2. Encanto (feat. Pablo López) – 3:31 (Tiziano Ferro, Emanuele Dabbono) – adattamento spagnolo di Tiziano Ferro
3. Un estadio – 3:45 – adattamento spagnolo di Tiziano Ferro
4. Perdona – 3:58 – adattamento spagnolo di Ignacio Ballesteros Diaz
5. Alucinado – 5:01 – adattamento spagnolo di Ignacio Ballesteros Diaz
6. Rojo relativo – 4:00 – adattamento spagnolo di Ignacio Ballesteros Diaz
7. Perverso – 3:51 – adattamento spagnolo di Tiziano Ferro
8. Tardes negras – 4:22 – adattamento spagnolo di Tiziano Ferro
9. No me lo puedo explicar – 4:00 – adattamento spagnolo di Tiziano Ferro
10. Universal Prayer (Tiziano Ferro & Jamelia) – 4:04 (testo: Jamelia Davis, Tom Nichols – musica: Tiziano Ferro, Mikkel Storleer, Tor Erik Hermansen)
11. Stop! Olvídate – 3:48 – adattamento spagnolo di Tiziano Ferro
12. Te tomaré una foto – 4:32 – adattamento spagnolo di Tiziano Ferro
13. A mi edad – 3:32 – adattamento spagnolo di Tiziano Ferro
14. El regalo más grande (Tiziano Ferro & Amaia Montero) – 3:47 – adattamento spagnolo di Tiziano Ferro
15. Breathe Gentle (feat. Kelly Rowland) – 3:39 (testo: Ivano Fossati, Tiziano Ferro, Billy Mann)
16. Each Tear (Mary J. Blige feat. Tiziano Ferro) – 4:17 (Mary Jane Blige, Tiziano Ferro)
17. La diferencia entre tú y yo – 3:52 – adattamento spagnolo di Tiziano Ferro e Pablo Alborán
18. El amor es una cosa simple (feat. Malú) – 4:02 – adattamento spagnolo di Mónica Véiez
19. Amiga (Tiziano Ferro & Miguel Bosé) – 4:39 (Luis Gómez Escolar)

### Lo stadio - Tour 2015 Edition
CD 3
1. Xdono (Live San Siro) – 4:29
2. La differenza tra me e te (Live San Siro) – 3:52
3. Sere nere (Live San Siro) – 4:46
4. Troppo buono (Live San Siro) – 4:24
5. Indietro (Live San Siro) – 3:45 (testo: Ivano Fossati, Tiziano Ferro)
6. E fuori è buio (Live San Siro) – 3:55 (musica: Tiziano Ferro, Diana Tejera)
7. Imbranato (Live San Siro) – 5:12
8. Il regalo più grande (Live San Siro) – 3:51
9. Scivoli di nuovo (Live San Siro) – 4:11 (Tiziano Ferro, Diana Tejera)
10. Il sole esiste per tutti (Live San Siro) – 3:15
11. Senza scappare mai più (Live San Siro) – 4:41
12. Stop! Dimentica (Live San Siro) – 4:46
13. Xverso (Live San Siro) – 5:30
14. L'olimpiade (Live San Siro) – 2:39
15. Hai delle isole negli occhi (Live San Siro) – 3:33

CD 4
1. Ed ero contentissimo (Live San Siro) – 4:19
2. L'amore è una cosa semplice (Live San Siro) – 4:27
3. Ti scatterò una foto (Live San Siro) – 4:54
4. Ti voglio bene (Live San Siro) – 4:53
5. Le cose che non dici (Live San Siro) – 2:13
6. E Raffaella è mia (Live San Siro) – 2:47
7. Rosso relativo (Live San Siro) – 3:46
8. L'ultima notte al mondo (Live San Siro) – 3:58
9. Per dirti ciao! (Live San Siro) – 3:28
10. Alla mia età (Live San Siro) – 3:37
11. La fine (Live San Siro) – 4:54 (testo: Francesco Nesli Tarducci – musica: Marco Zangirolami) – originariamente interpretata da Nesli
12. Lo stadio (Live San Siro) – 4:27
13. Non me lo so spiegare (Live San Siro) – 4:14
14. Incanto (Live San Siro) – 5:34 (Tiziano Ferro, Emanuele Dabbono)

DVD
Le tracce video sono le stesse dei 2 CD live, per una durata complessiva di 120 minuti e 20 secondi.

### Traccia bonus digitale
Con l'acquisto di un biglietto per Lo stadio Tour 2015 è stato distribuito un codice che consentiva di scaricare attraverso internet una bonus track:
1. Senza scappare mai più (Gregor Salto Remix) – 2:14

## Formazione
- Tiziano Ferro – voce

Altri musicisti (inediti)
- Tim Pierce – chitarra elettrica, acustica e baritona, mandolino e banjo
- Reggie Hamilton – basso
- Christian "Noochie" Rigano – pianoforte, tastiera e sintetizzatore
- Jeff Babko – pianoforte e sintetizzatore
- Vinnie Colaiuta – batteria
- Davide Rossi – violino, viola e violoncello
- Marco Tamburini – tromba (Se il mondo si fermasse)

## Successo commerciale
TZN - The Best of Tiziano Ferro ha debuttato alla prima posizione della classifica italiana degli album. Dopo appena sei giorni dalla sua pubblicazione, è stato certificato disco d'oro dalla FIMI per le oltre 25 000 copie vendute. Quest'ultima, il 12 dicembre 2014, ha certificato la raccolta con il disco di platino per aver raggiunto la soglia delle 50 000 copie vendute. Nel corso dei successivi due anni la raccolta vende un totale di oltre 400 000 copie, venendo pertanto certificata otto volte disco di platino. A ottobre 2018 risulta essere il primo album rimasto in classifica in Italia per 200 settimane consecutive.

## Classifiche

### Classifiche settimanali
| Classifica (2014) | Posizione massima |
| ----------------- | ----------------- |
| Belgio (Vallonia) | 72                |
| Italia            | 1                 |
| Spagna            | 8                 |
| Svizzera          | 29                |

### Classifiche di fine anno
| Classifica (2014) | Posizione |
| ----------------- | --------- |
| Italia            | 3         |
| Classifica (2015) | Posizione |
| Italia            | 2         |
| Classifica (2016) | Posizione |
| Italia            | 30        |
| Classifica (2017) | Posizione |
| Italia            | 53        |
| Classifica (2018) | Posizione |
| Italia            | 87        |